# Phương diện quân
Phương diện quân (tiếng Nga: Военный фронт, chữ Hán: 方面軍) là tổ chức quân sự binh chủng hợp thành cấp chiến dịch chiến lược cao nhất trong quân đội Đế quốc Nga thời đại Sa hoàng, lực lượng Hồng quân của Liên Xô trong Chiến tranh thế giới thứ hai. Phương diện quân là biên chế quân sự quy mô lớn nhất, có đủ khả năng độc lập tác chiến hợp thành binh chủng quy mô lớn trên một hướng, một địa bàn chiến lược về phía chính diện trải dài từ 100–500 km và chiều sâu nhiệm vụ từ 50–200 km trong 1 chiến dịch tấn công. Trong tác chiến phòng ngự, một phương diện quân có thể đảm nhiệm chính diện phòng ngự từ trên phòng tuyến dài từ 100–500 km và chiều sâu khoảng 200 km.
Về cơ bản, một phương diện quân được biên chế đầy đủ các binh chủng bộ binh, kỵ binh, tăng-thiết giáp, pháo binh, phòng không-không quân, công binh và các đơn vị hậu cần khác. Trong thời gian nửa sau cuộc Chiến tranh Vệ quốc vĩ đại, một Phương diện quân Liên Xô còn được biên chế tăng cường từ 1-2 Tập đoàn quân hoặc 2-5 sư đoàn không quân.

## Phương diện quân Đế quốc Nga
Thuật ngữ phương diện quân (фронт) lần đầu tiên được sử dụng trong quân đội Đế quốc Nga trong Chiến tranh Nga-Thổ Nhĩ Kỳ (1877–1878) với sự thành lập 3 phương diện quân đầu tiên là Phương diện quân Tây, Phương diện quân Nam và Phương diện quân Đông. Về sau, thêm 2 phương diện quân nữa được thành lập là Phương diện quân Balkan và Phương diện quân Kavkaz.
Khi Chiến tranh thế giới thứ nhất bùng nổ, Bộ tổng hành dinh Đế quốc Nga đã cho thành lập 2 phương diện quân để đảm trách các mặt trận khác nhau là Phương diện quân Tây Bắc đảm trách mặt trận với Đế quốc Đức và Phương diện quân Tây Nam đảm trách mặt trận với Đế quốc Áo-Hung. Tháng 8 năm 1915, Phương diện quân Tây Bắc được chia thành Phương diện quân Bắc và Phương diện quân Tây. Cuối năm 1916, Phương diện quân Rumani được thành lập, gồm các đơn vị tàn quân của quân đội Rumani, đặt dưới quyền chỉ huy của Bộ tổng hành dinh Đế quốc Nga. Tháng 4 năm 1917, Phương diện quân Kavkaz được tổ chức trên cơ sở của Tập đoàn quân Kavkaz.
Biên chế Phương diện quân tồn tại cho đến khi Đế quốc Nga sụp đổ, nước Nga Xô viết được thành lập và tuyên bố rút khỏi chiến tranh.

## Phương diện quân Liên Xô
Phương diện quân thời kỳ Xô-Viết được xây dựng từ thời Nội chiến Nga, kế thừa mô hình của quân đội Đế quốc Nga trong chiến tranh thế giới thứ nhất. Mỗi phương diện quân l Liên Xô bao gồm từ 3-5 sư đoàn bộ binh, 2-3 sư đoàn kỵ binh và một số trung đoàn pháo binh. Giai đoạn 1922-1941, Hồng quân Liên Xô tổ chức theo mô hình quân khu.
Trong Chiến tranh vệ quốc vĩ đại, các quân khu trên phần lãnh thổ châu Âu của Liên Xô được chuyển thành các phương diện quân. Quân khu Leningrad chuyển thành Phương diện quân Leningrad. Quân khu đặc biệt Pribaltic chuyển thành Phương diện quân Tây Bắc. Quân khu đặc biệt miền Tây được chuyển thành Phương diện quân Tây. Quân khu đặc biệt Kiev được chuyển thành Phương diện quân Tây Nam. Riêng Quân khu Odessa được chuyển thành Tập đoàn quân độc lập số 9. Ở vùng Viễn Đông, có 1 quân khu và 1 phương diện quân được chuyển và chia tách thành 3 Phương diện quân. Quân khu Zabaikal được chuyển thành Phương diện quân Zabaikal (năm 1941), Phương diện quân Viễn Đông được chia tách thành Phương diện quân Viễn Đông 1 và Phương diện quân Viễn Đông 2.
Từ năm 1941-1945, có 38 lần thành lập mới, giải thể, chia tách, sáp nhập, thành lập lại giữa các phương diện quân. Đến chiến dịch Berlin (1945), Hồng quân Liên Xô có 10 phương diện quân tham chiến ở mặt trận phía đông châu Âu gồm có: (từ Bắc xuống Nam)
- Phương diện quân Karelia
- Phương diện quân Leningrad
- Phương diện quân Pribaltic 1
- Phương diện quân Pribaltic 2
- Phương diện quân Byelorussia 1
- Phương diện quân Byelorussia 2
- Phương diện quân Byelorussia 3
- Phương diện quân Ukraina 1
- Phương diện quân Ukraina 2
- Phương diện quân Ukraina 3

Kết thúc chiến tranh, các phương diện quân này đều được giải thể hoặc sáp nhập với nhau để thành lập các quân khu.

## Phương diện quân Đế quốc Nhật Bản
Trước 1937, biên chế đơn vị chính thức cao nhất của Lục quân Đế quốc Nhật Bản là cấp sư đoàn. Trong quốc nội, mọi sư đoàn đều được đặt trực tiếp dưới quyền điều động của Đại bản doanh với Tổng tư lệnh về danh nghĩa là Thiên hoàng. Ở hải ngoại, các sư đoàn được đặt dưới sự chỉ huy của các bộ tư lệnh thống nhất, được gọi là quân (軍, gun). Các bộ tư lệnh thống nhất đầu tiên gồm có Chi Na trú đồn quân (支那駐屯軍, Shina Chutongun; thành lập 1901), Triều Tiên quân (朝鮮軍, Chōsengun; thành lập 1904), Đài Loan quân (台湾軍, Taiwangun; thành lập 1919) và Quan Đông quân (関東軍, Kantōgun; thành lập 1919). Ngoại trừ Triều Tiên quân có quy mô cấp sư đoàn, các quân còn lại đều có quy mô cấp quân đoàn.
Khi chiến tranh Trung-Nhật nổ ra, các đơn vị cấp quân đoàn chính thức được thành lập, đồng thời hình thành biên chế đơn vị mới là cấp phương diện quân.
Phương diện quân đầu tiên của Lục quân Đế quốc Nhật Bản là Phương diện quân Bắc Chi Na (北支那方面軍, Kita Shina hōmengun), thành lập ngày 31 tháng 8 năm 1937, do Đại tướng Terauchi Hisaichi làm tư lệnh, gồm Quân đoàn 1, quân đoàn 2, 2 sư đoàn độc lập và Lữ đoàn hỗn hợp đồn trú Trung Quốc (tổ chức lại từ Chi Na trú đồn quân). Đến ngày 7 tháng 11 năm 1937, Phương diện quân Trung Chi Na (中支那方面軍 Naka Shina hōmengun) cũng được thành lập. Quân số của các phương diện quân Nhật Bản thời kỳ này xấp xỉ từ 70 000 đến 100 000 quân, tương đương với cấp tập đoàn quân tiêu chuẩn của nền quân sự châu Âu đương thời.
Từ năm 1939, do nhu cầu mở rộng chiến sự ở Trung Quốc, một biên chế cao hơn cấp phương diện quân là tổng quân (総軍; sōgun) được thành lập. Đơn vị cấp tổng quân đầu tiên là Chi Na phái khiển quân, thành lập ngày 12 tháng 9 năm 1939, với quân số khoảng 220 000 quân, tương đương một phương diện quân của Liên Xô giai đoạn 1941-1942. Đến cuối chiến tranh thế giới thứ hai, các tổng quân mở rộng về quân số; như Quan Đông quân có quân số lên đến 1 triệu người vào giữa năm 1945.
Do đều sử dụng danh xưng chung là gun nên rất dễ gây ra nhầm lẫn trong các tài liệu quân sự khi các đơn vị cùng mang danh xưng này. Có đơn vị ngang cấp Phương diện quân như Quan Đông quân (関東軍; Kantōgun), lại có đơn vị tương đương cấp tập đoàn quân như Đông Bộ quân (東部軍, Tobugun), nhưng cũng có đơn vị chỉ tương đương cấp quân đoàn như Đệ nhất quân (第1軍, Dai-ichi gun).
Do biên chế chỉ tương đương với một tập đoàn quân của châu Âu, một phương diện quân của Lục quân Đế quốc Nhật Bản thường gồm 1-2 quân đoàn, 3-6 sư đoàn độc lập, một số lữ đoàn, các đội vệ binh và cảnh vệ. Một số phương diện quân của Lục quân Đế quốc Nhật Bản được bổ sung thêm các đơn vị không quân, hải đội.
Trước khi Nhật hoàng tuyên bố đầu hàng, Lục quân Đế quốc Nhật Bản vẫn còn 18 đơn vị cấp phương diện quân đang hoạt động.

## Phương diện quân Trung Quốc
Trong lịch sử Trung Quốc, thuật ngữ Phương diện quân xuất hiện lần đầu tiên vào cuối năm 1926. Bấy giờ, lực lượng các quân phiệt Bắc Dương thống nhất về danh nghĩa thành An quốc quân, do Trương Tác Lâm làm Tổng tư lệnh, nhằm chống lại chiến dịch chiến tranh Bắc phạt do lực lượng Quốc dân Cách mệnh Quân thực hiện. Để thuận tiện cho việc tác chiến, Trương biên chế các lực lượng dưới quyền vào các biên chế lớn hơn gọi là Phương diện quân. Trên thực tế, việc hợp thành này chỉ trên danh nghĩa, các đơn vị chiến đấu có biên chế không đều nhau, các quân phiệt vẫn nắm quyền chỉ huy đơn vị bộ thuộc, nên việc tác chiến thống nhất kém hiệu quả.
Danh sách các Phương diện quân An quốc quân
1. Phương diện quân số 1: gồm các binh đoàn số 1, 2, 3 dưới quyền tư lệnh Tôn Truyền Phương (quân phiệt Tôn Truyền Phương)
2. Phương diện quân số 2: gồm các binh đoàn số 1, 2, 3, 4, 5, 7, 8,9, 10, 11, 12, 13, 17, 18, 19 dưới quyền tư lệnh Trương Tông Xương (quân phiệt Trương Tông Xương)
3. Phương diện quân số 3: gồm các binh đoàn số 8,9, 10, 15, 20 dưới quyền tư lệnh Trương Học Lương (quân phiệt Trương Tác Lâm)
4. Phương diện quân số 4: gồm các binh đoàn số 13, 14, 16, 17, 19 dưới quyền tư lệnh Dương Vũ Đình (quân phiệt Trương Tác Lâm)
5. Phương diện quân số 5: gồm các binh đoàn số 11, 12, 30, 31 dưới quyền tư lệnh Trương Tác Tương (quân phiệt Trương Tác Lâm)
6. Phương diện quân số 6: gồm các binh đoàn hậu bị và binh đoàn số 1 Hắc Long Giang dưới quyền tư lệnh Ngô Tuấn Thăng (quân phiệt Trương Tác Lâm)
7. Phương diện quân số 7: gồm các binh đoàn số 6, 14, 15, 16, 20, 21, 23, 25, 26, 27, 28, 30, 31 dưới quyền tư lệnh Trữ Ngọc Phác (quân phiệt Trương Tông Xương)

Về phía Quốc dân Cách mệnh Quân, ngày 5 tháng 4 năm 1927, chính phủ Vũ Hán cũng biên chế thống nhất bộ đội trên toàn quốc thành 2 tập đoàn quân, gồm Tập đoàn quân số 1 do Tưởng Giới Thạch làm Tổng tư lệnh, với thành phần nòng cốt là lực lượng Cách mệnh quân chính quy, gồm các Phương diện quân số 1 (tổng chỉ huy Hà Ứng Khâm), 2 (tổng chỉ huy Trình Tiềm), 3 (tổng chỉ huy Lý Tông Nhân), 4 (tổng chỉ huy Đường Sinh Trí); và Tập đoàn quân số 2 do Tổng tư lệnh Phùng Ngọc Tường, với thành phần nòng cốt là lực lượng Quốc dân quân dưới quyền Phùng Ngọc Tường mới quy thuận, gồm các Phương diện quân số 1 (tổng chỉ huy Tôn Lương Thành), 2 (tổng chỉ huy Tôn Liên Trọng), 3 (tổng chỉ huy Hàn Phúc Củ), 4 (tổng chỉ huy Tống Triết Nguyên), 5 (tổng chỉ huy Nhạc Duy Tuấn), 6, (tổng chỉ huy Thạch Kính Đình), 7 (tổng chỉ huy Lưu Úc Phân), 8 (tổng chỉ huy Lưu Trấn Hoa), 9 (tổng chỉ huy Lộc Chung Lân)
Mặc dù trong Cách mệnh quân có nhiều đơn vị của các quân phiệt (hoặc bị đánh bại, hoặc quy thuận) được sáp nhập vào, tuy nhiên, so với An quốc quân thì Cách mệnh quân được biên chế khá đồng đều và chỉ huy tương đối thống nhất. Thời kỳ này, biên chế Tập đoàn quân và Phương diện quân Cách mệnh quân tương đương biên chế Cụm tập đoàn quân (Heeresgruppe) và Tập đoàn quân (Armee) của Đức trong Thế chiến thứ nhất.
Khi lực lượng Cách mệnh quân thắng thế trên chiến trường, nhiều quân phiệt trở cờ và quy thuận chính phủ Quốc dân. Các đơn vị này được Tổng tư lệnh Bắc phạt Tưởng Giới Thạch biên chế thành Tập đoàn quân số 3. Sau khi xảy ra sự kiện Ninh Hán phân liệt, chính phủ Vũ Hán do Uông Tinh Vệ lãnh đạo đã thành lập thêm Tập đoàn quân số 4 do Đường Sinh Trí làm Tổng tư lệnh, gồm các Phương diện quân số 1 (tổng chỉ huy Đường Sinh Trí) và 2 (tổng chỉ huy Trương Phát Khuê), với thành phần nòng cốt là lực lượng quân phiệt Tân Quế hệ. Tuy nhiên không lâu sau mâu thuẫn Tưởng - Uông tạm thời dàn xếp, và cuộc chiến Bắc phạt tiếp tục đến khi diễn ra sự kiện Đông Bắc trở cờ.
Sau cuộc chiến Bắc phạt, biên chế Tập đoàn quân và Phương diện quân đều được bãi bỏ. Khi Nội chiến Quốc-Cộng lần thứ nhất nổ ra, năm 1929, chính phủ Quốc dân (bấy giờ do Quốc dân đảng lãnh đạo) đã cho biên chế các đơn vị Quốc dân Cách mệnh Quân thành các Lộ quân, về danh nghĩa để chuẩn bị chiến tranh với Nhật Bản, trên thực tế dùng để chống lại sự phát triển của Hồng quân Công Nông. Đối lại, ngày 11 tháng 6 năm 1930, Trung ương Trung Quốc Cộng sản Đảng ra quyết nghị, yêu cầu Hồng quân tiến công các đại trung tâm thành thị, phối hợp lực lượng công nhân tại chỗ làm bạo động đoạt chính quyền, từ đó mở rộng giành chính quyền trên toàn quốc. Lực lượng chủ lực của Hồng quân cũng dần hợp thành các phương diện quân để đánh ứng yêu cầu tác chiến lớn.
Các phương diện quân Hồng quân
1. Phương diện quân số 1 Hồng quân Trung Quốc, do Chu Đức làm Tổng tư lệnh, Mao Trạch Đông làm Tổng chính ủy. Tổng binh lực khoảng hơn 3 vạn người.
2. Phương diện quân số 2 Hồng quân Trung Quốc, do Hạ Long làm Tổng chỉ huy, Nhậm Bật Thời làm Chính ủy. Tổng binh lực xấp xỉ 1,5 vạn người.
3. Phương diện quân số 4 Hồng quân Trung Quốc, do Từ Hướng Tiền làm Tổng chỉ huy, Trần Xương Hạo làm Chính ủy. Tổng binh lực xấp xỉ 4,5 vạn người.

Trên thực tế, binh lực các Phương diện quân Hồng quân Công Nông chỉ xấp xỉ từ 1,5 vạn đến 4,5 vạn binh sĩ, chỉ tương đương cấp quân đoàn, thậm chỉ chỉ bằng một sư đoàn biên chế tiêu chuẩn. Vì vậy khi Quốc Cộng hợp tác cùng chống Nhật, tháng 8 năm 1937, các phương diện quân Hồng quân được đổi phiên hiệu thành các sư đoàn 115, 120 và 129 Quốc dân Cách mệnh Quân, biên chế trong Bát lộ quân.
Từ năm 1938, biên chế Lộ quân của Quốc dân Cách mệnh Quân được đổi thành Tập đoàn quân. Tuy nhiên, tháng 12 năm 1944, Bộ tư lệnh Lục quân của Quốc dân Cách mệnh Quân đã cho thành lập 4 phương diện quân ở phía Nam:
1. Phương diện quân số 1 (nguyên là Biên khu Điền Việt): Tư lệnh Lư Hán, gồm các binh đoàn 60, 93, 52
2. Phương diện quân số 2 (nguyên là Chiến khu IV): Tư lệnh Trương Phát Khuê, gồm các binh đoàn 46, 62, 64
3. Phương diện quân số 3 (nguyên là Biên khu Kiềm Quế): Tư lệnh Thang Ân Bá, gồm các binh đoàn 20, 26, 13, 71, 94
4. Phương diện quân số 4 (nguyên là Tập đoàn quân số 24): Tư lệnh Vương Diệu Vũ, gồm các binh đoàn 73, 74, 100, 18

Sau chiến tranh, các phương diện quân này đều bị giải thể.

## Phương diện quân Ba Lan
Quân đội Ba Lan từng tồn tại biên chế phương diện quân trong một thời gian ngắn ngủi vào đầu chiến tranh thế giới lần thứ hai.
Khi Cuộc tấn công Ba Lan (1939) nổ ra ngày 10 tháng 9 năm 1939, bộ tổng chỉ huy quân đội Ba Lan đã cho thành lập Phương diện quân Bắc (tiếng Ba Lan: Front Północny), do thống chế Edward Rydz-Smigly làm tư lệnh. Hai ngày sau, Phương diện quân Nam (tiếng Ba Lan: Front Południowy) cũng được thành lập, do đại tướng Kazimierz Sosnkowski làm tư lệnh. Tuy nhiên, trước sức mạnh tiến công thần tốc và áp đảo của quân Đức Quốc xã, cả hai phương diện quân Ba Lan đều nhanh chóng thất bại và tan rã chỉ chưa đầy 2 tuần sau khi thành lập.
Trong cuộc chiến tranh Xô-Đức, nhiều binh sĩ Ba Lan chiến đấu cho Hồng quân được tập hợp thành Tập đoàn quân 1 Ba Lan (tiếng Ba Lan: Pierwsza Armia Wojska Polskiego), còn gọi là Tập đoàn quân Berling; và Tập đoàn quân 2 Ba Lan (tiếng Ba Lan: Druga Armia Wojska Polskiego). Năm 1944, hai tập đoàn quân này trở thành lực lượng nòng cốt trong biên chế Phương diện quân Ba Lan của Quân đội Nhân dân Ba Lan. Tuy nhiên trên thực tế, Tập đoàn quân Berling vẫn tiếp tục chiến đấu trong đội hình của Phương diện quân Belorussia 1 cho đến khi chiến tranh kết thúc. Sau cuộc chiến, biên chế phương diện quân chính thức bị bãi bỏ hoàn toàn.